# Stráž nad Nisou
Stráž nad Nisou (bis 1946 Starý Habendorf; deutsch Althabendorf, auch Alt Habendorf oder Alt-Habendorf) ist eine Gemeinde im Okres Liberec in Tschechien. Sie liegt am nordwestlichen Stadtrand von Liberec (Reichenberg) an der Einmündung der Schwarzen Neiße (Černá Nisa) in die Lausitzer Neiße (Lužická Nisa).

## Geschichte
Alt-Habendorf wurde erstmals im Jahre 1411 mit der damals bereits bestehenden Kirche urkundlich erwähnt. Es gehörte zum altböhmischen Leitmeritzer Kreis und gelangte nach der Schlacht am Weißen Berg an Albrecht Wenzel Eusebius von Waldstein (Wallenstein), der sie seinem Herzogtum Friedland eingliederte. Nach Wallensteins Tod 1634 war sie im Besitz des Feldherrn Matthias Gallas, bei dessen Nachkommen es bis 1945 verblieb. 1761 ließ Graf Johann Christoph von Clam am rechten Ufer der Schwarzen Neiße die Textilarbeiter-Siedlung Neu-Habendorf anlegen. Später verlegte der Reichenberger Textilfabrikant Johann Georg Berger sein Unternehmen nach Alt-Habendorf. Neben 32 Webstühlen stattete er die Fabrik mit moderner Technik aus, wodurch die wirtschaftliche Entwicklung der Gegend gefördert wurde. Allerdings kam es schon 1844 zu einer Maschinenstürmerei, da die Arbeiter den Verlust ihres Broterhalts befürchteten und die Anlagen zerstörten. Nachfolgend entwickelte sich Alt-Habendorf zu einem bedeutenden Industriestandort mit Textilproduktion, Maschinenbau und Eisengießerei.
Nach der Aufhebung der Patrimonialherrschaften gehörte Alt-Habendorf zum Gerichtsbezirk Reichenberg. 1850 wurden Neu- und Alt-Habendorf zur Gemeinde Alt-Habendorf vereint. Dieses wurde 1869 dem Bezirk Reichenberg eingegliedert. 1916 wurde Alt-Habendorf zum Markt erhoben. Nach dem Ersten Weltkrieg 1918 gehörte es zur neu gegründeten Tschechoslowakei. Durch das Münchner Abkommen wurde es 1938 dem Deutschen Reich zugeschlagen und gehörte bis 1945 zum Landkreis Reichenberg. Als Folge des Zweiten Weltkriegs wurden die deutschen Bewohner – soweit sie nicht vorher geflohen waren – vertrieben. Erst zum 1. September 1946 wurde der neue Ortsname Stráž nad Nisou eingeführt.

## Gemeindegliederung
Stráž nad Nisou besteht aus den Ortsteilen Stráž nad Nisou (Alt-Habendorf) und Svárov (Schwarau), die zugleich auch Katastralbezirke bilden. Zu Stráž nad Nisou gehören die Ansiedlung Bělidlo (Bleiche) und die Ortslage Nová Stráž (Neu-Habendorf).